# Saab 201
Saab 201 bylo dočasné označení pro letoun Saab 91A Safir použitý jako experimentální pro zkoušky šípového křídla vyvíjeného stíhacího letounu Saab 29 Tunnan. Před jeho stavbou nebyly dostupné informace k letovým vlastnostem letounů se šípovými křídly, a aby byly získány, byl jeden Saab 91 vybaven křídlem odpovídajícím projektu Saabu 29 zmenšeným v polovičním měřítku. Nejdůležitějším předmětem výzkumu bylo zjištění funkce klapek. Jejich nastavování bylo prováděno na zemi, protože křídlo nebylo vybaveno jejich mechanizací, která by umožnila změnu pozice během letu.
Zkoušky byly prováděny během několika měsíců na přelomu let 1947 a 1948. Později po jejich skončení byl týž drak osazen výkonnějším motorem a křídly určenými pro Saab 32 Lansen, pod označením Saab 202.